# Strecker (Familienname)
Strecker ist ein deutscher Familienname.
Da nicht alle Strecker einen gemeinsamen Urahn haben, gibt es auch mehrere Deutungen zur Herkunft des Familiennamens Strecker.
- 1. Berufsname

Der Familienname basiert auf dem mittelhochdeutschen Wort „strecken“ in der Bedeutung von „gerade machen, ausdehnen, strecken, spannen“. Der Strecker war also eine Person, die im Rahmen ihres Berufes etwas streckte.
Aus der Tätigkeit des streckens/spannens etc., ergeben sich verschiedene Ableitungsmöglichkeiten. So kann der Name unter anderem als Berufsbezeichnung für einen Schuhmacher verstanden werden. Es kann sich aber auch um eine Benennung für einen Glasbläser gehandelt haben. So ist beispielsweise im eichsfeldischen Siemerode eine Glasmacherfamilie mit Namen Strecker seit dem 15. Jahrhundert bezeugt.
Angedacht werden könnte auch eine indirekte Benennung für den Folterer oder Henker.
„Strecken“ kann allerdings auch auf die Bedeutung von „den Acker stürzen, mit weitläufigen Furchen pflügen“ zurückgeführt werden.
- 2. Wohnstättenname

Der Familienname kann auf dem mittelniederdeutschen Wort strecke „Strich Landes; Gebiet, Strecke“ beruhen. Der Name gehört dann in die Gruppe der Familiennamen, die auf landschaftliche Stellenbezeichnungen verweisen. Dies sind sogenannte Wohnstättennamen. Der erste Träger des Namens Strecker lebte demnach an einer als Streck oder Strecke bezeichneten Flur. Häufig handelte es sich hierbei um einen schmalen Ackerstreifen oder um einen Landstrich, der zwei Äcker oder Grundstücke voneinander trennte.
Denkbar ist auch, dass der erste Träger des Namens Strecker aus dem Ort Streckau im Süden Sachsen-Anhalts (heute Ortsteil von Luckenau) stammt. Der Name könnte somit als sogenannter Herkunftsname in der Bedeutung „der aus der Streckau stammende“ interpretiert werden.
- 3. Übername/Spitzname

Unter Verweis auf die Namen Streckebein, Streckfuß und Streckfinger kann der Übername für einen Faulpelz, welcher alle Glieder von sich streckt, gelten. Die ersten Träger des Namens sind demnach wohl aufgrund ihrer Faulheit aufgefallen und entsprechend benannt worden. Am ehesten ist dieses Benennungsmotiv mit den heutigen Spitznamen zu vergleichen.

## Namensträger

### A
- Adolph Strecker (1822–1871), deutscher Chemiker
- August Strecker (1802–1865), deutscher Richter und Landtagspräsident

### B
- Bärbel Strecker (* 1966), deutsche Schauspielerin
- Benjamin Strecker (* 1982), deutscher Schauspieler
- Bruno Strecker (* 1946), deutscher Germanist

### C
- Christian Strecker (* 1960), deutscher Theologe und Hochschullehrer

### D
- Dieter Strecker (* 1944), deutscher Psychologe

### E
- Eduard Strecker (Philipp Anton Eduard Strecker; 1822–1894), deutscher Jurist und Politiker, MdR
- Emil Strecker (1841–1925), deutscher Maler

### F
- Felix Strecker (1892–1951), deutscher Elektrotechniker
- Frank Strecker (1941–2000), deutscher Schauspieler

### G
- Gabriele Strecker (1904–1983), deutsche Politikerin, Ärztin und Journalistin
- Georg Strecker (1929–1994), deutscher Theologe
- Georg Christian Strecker (1800–1874), deutscher Politiker und Revolutionär

### H
- Heinrich Strecker (Komponist) (1893–1981), österreichischer Komponist
- Heinrich Strecker (Mathematiker) (1922–2013), deutscher Mathematiker
- Herman Strecker (1836–1901), US-amerikanischer Entomologe
- Horst Strecker (* 1940), deutscher Politiker (CDU)

### I
- Ignatius Jerome Strecker (1917–2003), US-amerikanischer Geistlicher, Erzbischof von Kansas City
- Ivo Strecker (* 1940), deutscher Ethnologe

### J
- Johann Friedrich Strecker (1759–1818), deutscher leitender Beamter des Außenministeriums des Großherzogtums Hessen
- Johann Ludwig Strecker (1721–1799), deutscher Maler
- John Kern Strecker (1875–1933), US-amerikanischer Naturkundler
- Julia Strecker (* 1960), deutsche Pastoralpsychologin und Pfarrerin

### K
- Karl Strecker (Ingenieur) (1858–1934), deutscher Ingenieur
- Karl Strecker (Philologe) (1861–1945), deutscher Philologe
- Karl Strecker (Schriftsteller) (1862–1933), deutscher Schriftsteller und Theaterkritiker
- Karl Strecker (General) (1884–1973), deutscher Generaloberst
- Konrad Wilhelm Strecker (1690–1765), deutscher Jurist

### L
- Ludwig Strecker der Ältere (1853–1943), deutscher Musikverleger
- Ludwig Strecker der Jüngere (1883–1978), deutscher Musikverleger
- Ludwig Strecker (Kreisrat), Kreisrat in Kreisen des Großherzogtums Hessen

### M
- Manfred Strecker (* 1955), deutscher Geologe
- Maria Daelen-Strecker (1905–1993), deutsche Ärztin und Politikerin
- Max Strecker (1906–1991), deutscher Schauspieler und Sänger
- Miroslaw Strecker (* 1957), deutscher LKW-Fahrer und Whistleblower

### N
- Norbert Strecker (* 1958), deutscher Managementberater

### O
- Otto Strecker (Pastor) (1851–1927), deutscher Geistlicher und Publizist
- Otto Strecker (Richter) (1862–??), deutscher Jurist und Richter
- Otto Strecker (Politiker), deutscher Politiker (CDU), MdL Thüringen
- Otto Strecker (Agrarwissenschaftler) (1931–2024), deutscher Agrarwissenschaftler
- Otto Strecker (Schauspieler) (* 1965), deutscher Schauspieler
- Otto A. Strecker (* 1963), deutscher Managementberater, Ökonom und Publizist

### P
- Paul Strecker (1898–1950), deutscher Bühnenbildner und Maler
- Peter Hanser-Strecker (* 1942), deutscher Musikverleger
- Pirmin Strecker (* 2002), deutscher Sportler

### R
- Rainer Strecker (* 1965), deutscher Schauspieler
- Reinhard Strecker (Politiker) (1876–1951),  deutscher Philosoph, Pädagoge und Politiker (SPD)
- Reinhard Strecker (Aktivist) (* 1930), deutscher politischer Aktivist und Publizist
- Renée Strecker (* 1955), deutsche Malerin

### S
- Sigmund Strecker (1914–1969), deutscher Maler

### T
- Tania Strecker (* 1973), dänische Fernsehmoderatorin
- Thomas Strecker (* 1971), deutscher Fußballspieler

### W
- Werner Strecker (1885–1961), deutscher Archivar
- Wilhelm Strecker (Maler) (1795–1857), deutscher Maler
- Wilhelm Strecker (Gouverneur) (Reshid Pascha, Strecker Pascha; 1830–1890), deutscher Offizier und türkischer Milizbefehlshaber
- Wilhelm Strecker (Philosoph), deutscher Philosoph und Autor
- Wilhelm Strecker (Agronom) (1858–1934), deutscher Agrarwissenschaftler
- Wilhelm Strecker (Chemiker) (1877–1947), deutscher Chemiker und Hochschullehrer
- Wilhelm Strecker (General) (1890–1955), österreichischer General in der deutschen Wehrmacht
- William D. Strecker (* 1944), US-amerikanischer Computerarchitekt
- Willy Strecker (1884–1958), deutscher Musikverleger

## Belege
1. ↑  Alle Informationen stammen aus einem Gutachten der Uni Leipzig, Marko Meier.